# Standlicht

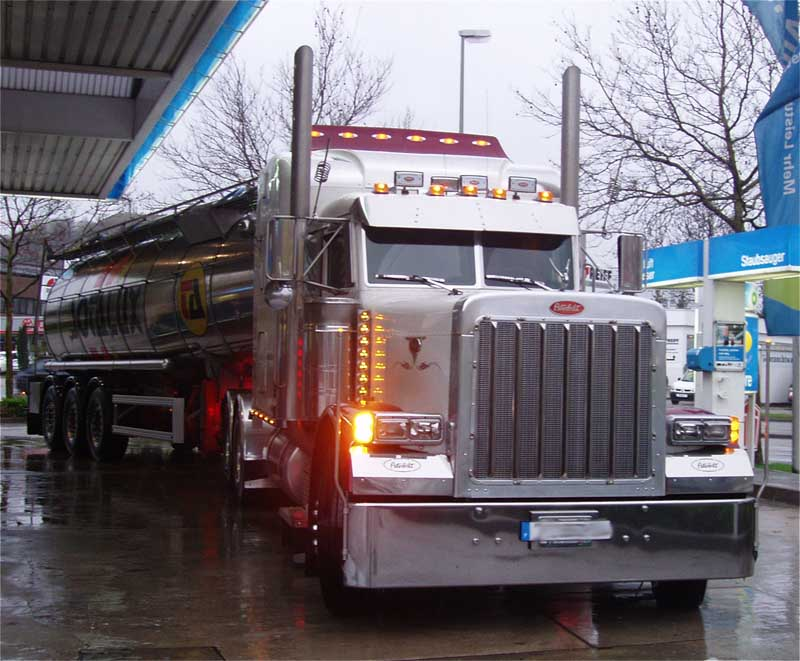
Typische US-Begrenzungsleuchten

Das Standlicht (auch: Begrenzungslicht) ist zur Beleuchtung eines stehenden Kraftfahrzeugs vorgesehen. Die seltene Bezeichnung Stadtlicht ist hingegen irreführend. Die Lichtstärke des Standlichts beträgt vorne einige Prozent des Abblendlichts (meist je eine 5-Watt-Glühlampe), hinten wird überwiegend das Fahr-Rücklicht (meist je eine 10-Watt-Glühlampe oder der 5-W-Teil einer kombinierten 5/21-W-Glühlampe für Schluss- und Bremslicht) – oft wird auch die Kennzeichenbeleuchtung mit dem Standlicht bzw. Parklicht kombiniert eingeschaltet. Im Gegensatz zum Tagfahrlicht wird beim Standlicht auch die Fahrzeugrückseite kenntlich gemacht.

## Situation in Deutschland
Eine Beleuchtung des Kraftfahrzeugs ist erforderlich, wenn es an einer dunklen Stelle abgestellt wird, z. B. außerorts. Auch beim Warten vor geschlossenen Schranken sollte nach Möglichkeit auf Standlicht heruntergeschaltet werden, um Personen auf der anderen Seite nicht zu blenden. Beim Parken und Halten innerhalb geschlossener Ortschaften muss das Fahrzeug bei ausreichender Straßenbeleuchtung nicht beleuchtet werden. Beim Parken innerhalb geschlossener Ortschaften ist alternativ zum Standlicht auch das Parklicht auf der dem Verkehr zugewandten Seite zulässig, das heute bei der Mehrzahl der in Europa zugelassenen Fahrzeugtypen vorhanden ist. Außerhalb geschlossener Ortschaften ist einseitiges Parklicht nicht zulässig (§ 17 Abs. 4 Straßenverkehrs-Ordnung).

Sinnbild für Begrenzungs- und Schlussleuchten nach ISO 7000

In Deutschland und den meisten anderen Staaten müssen die Standlichter vorne weiß und hinten rot sein. Die vorderen Standlichter sind bei vielen Fahrzeugen mit den Hauptscheinwerfern ineinander gebaut, hinten ist der Ineinanderbau mit den Bremsleuchten oder mit den Rückstrahlern die Regel. Seltener werden die Rücklichter auch mit den Nebelschlussleuchten ineinander gebaut (z. B. Ford Sierra Modellpflege bis 1992, Lada Niva ab 1996). Zur Seite können Seitenmarkierungsleuchten in orange/gelb angebracht sein, die zusammen mit dem Standlicht geschaltet sein müssen. Bei Fahrzeugen über 6 m Länge sind Seitenmarkierungsleuchten vorgeschrieben.
In einigen Ländern sind nach vorne neben weißen auch orange abstrahlende Begrenzungsleuchten erlaubt, die mit dem Fahrtrichtungsanzeiger kombiniert sein dürfen.
Einbauvorschriften sind für Deutschland in § 51 StVZO geregelt. Die vereinfachte Beschreibung der Einbaugrenzen sieht so aus:
- vertikal: Unterkante min. 35 cm von unten, Oberkante max. 150 cm von unten
- horizontal: Außenkante max. 40 cm Abstand von der äußersten Fahrzeugkante; min. 60 cm Leuchtenabstand zueinander.

Ausnahmen sind ebenfalls in § 51 StVZO geregelt.
Die Verordnungen zum Licht am Fahrzeug unterscheiden sich in verschiedenen Ländern, selbst innerhalb der Europäischen Union. So ist es zum Beispiel in Frankreich gestattet, selbst nachts, innerhalb von geschlossenen Ortschaften bei ausreichender Straßenbeleuchtung mit Standlicht zu fahren. In Deutschland hingegen beschreibt § 17 Absatz 2 StVO: „Mit Begrenzungsleuchten (Standlicht) allein darf nicht gefahren werden. (…)“. Verpflichtendes Abblendlicht zum Standlicht entfällt allerdings in diesem Sonderfall (Satz 3): „(…) Bei zwei Nebelscheinwerfern genügt statt des Abblendlichts die zusätzliche Benutzung der Begrenzungsleuchten. (…)“) § 17 Absatz 2 wird oft fälschlich als generelles Verbot des Fahrens mit Standlicht ausgelegt. Das ist so nicht richtig. „Nach § 17 Abs. 1 Straßenverkehrs-Ordnung (StVO) sind während der Dämmerung, bei Dunkelheit oder wenn die Sichtverhältnisse es sonst erfordern, die vorgeschriebenen Beleuchtungseinrichtungen zu benutzen. Nach § 17 Abs. 2 Satz 1 StVO darf mit Begrenzungsleuchten (Standlicht) allein nicht gefahren werden. Diese Vorschrift bezieht sich auf § 17 Abs. 1 Satz 1 StVO und setzt damit immer eine Beleuchtungspflicht voraus. Das bedeutet, dass grundsätzlich bei Tageslicht mit Standlicht gefahren werden darf, sobald aber eine Beleuchtungspflicht besteht (z. B. in Tunneln), muss das Abblendlicht eingeschaltet werden, da dann § 17 Abs. 1 Satz 1 StVO in Verbindung mit § 17 Abs. 2 Satz 1 StVO gilt.“ Das Fahren nur mit Standlicht stellt dann eine Ordnungswidrigkeit dar, die nach Bußgeldkatalog-Verordnung mit 10 Euro Verwarngeld belegt ist (Tatbestand Nr. 74). Bei Gefährdung oder Sachbeschädigung steigt der Satz auf 15 bzw. 35 Euro.